# Et pourtant je crois
Pour plus de détails, voir Fiche technique et Distribution.
Et pourtant je crois (И всё-таки я верю…) est un film documentaire soviétique réalisé par Mikhaïl Romm, Elem Klimov, Marlen Khoutsiev, Guerman Lavrov (ru), sorti en 1974. 
Le dernier film de Mikhaïl Romm devait s'intituler initialement Мир сегодня, Mir segodnia (litt. « Le Monde d'aujourd'hui »). Mikhaïl Romm n'a pas eu le temps de le terminer avant de mourir le 1er novembre 1971 et Elem Klimov, Marlen Khoutsiev et Guerman Lavrov ont terminé le film, tout en le renommant Et pourtant je crois.

## Synopsis
Elem Klimov raconte que Romm a rassemblé de nombreuses chroniques pour ce film - la Chine maoïste, la vie des jeunes en Occident, en particulier des images de groupies britanniques des Beatles en délire lors de leurs concerts.
Dans la première partie du film, on entend la voix de Mikhaïl Romm. L'auteur propose de « courir » à travers l'histoire du XXe siècle, de se souvenir. Le commentaire de Mikhaïl Romm est interrompu après la description des deux guerres mondiales sur les événements des bombardements atomiques d'Hiroshima et de Nagasaki.
La majorité du film est constituée de séquences d'archives. Le film se compose de deux parties de durée inégale. La deuxième partie est consacrée au monde contemporain (à l'époque de la création du film) ; ici, outre les images d'actualité, des extraits d'interviews d'écoliers et de jeunes en Europe sont souvent utilisés.

## Fiche technique
- Titre français : Et pourtant je crois[1]
- Titre original : И всё-таки я верю…[2]
- Réalisation : Mikhaïl Romm, Elem Klimov, Marlen Khoutsiev, Guerman Lavrov (ru)
- Scénario : Alexandre Novogroudskiï (ru), Solomon Zénine (ru), Mikhaïl Romm
- Photographie : Guerman Lavrov, Oleg Zgouridi
- Montage : Valéria Belova
- Musique : Alfred Schnittke
- Société de production : Mosfilm
- Pays d'origine :  Union soviétique
- Langue originale : russe
- Format : Noir et blanc - 1,37:1 - Son mono - 35 mm
- Genre : Film documentaire
- Durée : 120 minutes
- Dates de sortie :
  - Union soviétique : 1974